# Incoterms
Incoterms, contrazione di international commercial terms, è la serie di termini contrattuali utilizzati nel campo delle importazioni ed esportazioni (contratti di compravendita nazionali e internazionali), valida in tutto il mondo, che definisce in maniera univoca ogni diritto e dovere competente ai vari soggetti giuridici coinvolti in un'operazione di trasferimento di beni da uno stato a un altro. L'edizione più recente è entrata in vigore il 1º gennaio 2020 e presenta 11 Incoterms.
L'utilizzo di questi termini non è obbligatorio, d'altronde è fortemente consigliato per una maggiore standardizzazione dei contratti di compravendita. La scelta della resa da utilizzare è pattizia, ovvero lasciata in ogni caso alla contrattazione tra venditore e acquirente. 

## Storia
I termini Incoterms sono stati ratificati dall'International Chamber of Commerce (ICC) e sono stati pubblicati originariamente in lingua inglese con traduzione autorizzata in altre 31 lingue da parte delle varie camere di commercio nazionali. 
La sua prima edizione risale al 1936 (l'ICC è stata fondata nel 1919); i termini sono stati poi rivisti nel 1953, 1967 e 1976 per poi passare a cadenza decennale, nel 1980, nel 1990, nel 2000 e nel 2010. Lo studio dell'ultima revisione, gli Incoterms 2020, è iniziata nel 2016, è stata pubblicata il 10 settembre 2019 in occasione del centenario dell'ICC ed è entrata in vigore il 1º gennaio 2020. 

## I termini
I vari tipi di resa vengono solitamente utilizzati con la sigla di tre caratteri stampatello maiuscolo che specifica come vengono suddivisi i costi tra i vari soggetti coinvolti. Quest'ultima va sempre corredata dal nome di un luogo convenuto e, per evitare confusioni, va sempre puntualizzata l'edizione Incoterms utilizzata tramite l'anno, e.g. "CIP: Tokyo Port as per Incoterms® 2020". 
Esistono dei modelli standard del contratto di compravendita internazionale, tra cui uno dell'ICC; simili contratti di solito sono in inglese o bilingue.

## I soggetti coinvolti
Nel trasporto di ogni materiale tra due nazioni diverse sono coinvolti di norma diversi soggetti (da tre a cinque):
- Venditore (se vende all'estero, è l'esportatore), che esporta la merce e produce documenti come la fattura commerciale. In inglese: seller.
- Acquirente/Compratore (se acquista dall'estero, è l'Importatore), che di norma produce documenti di import. In inglese: buyer.
- Dogana (di esportazione e di importazione, gestita da doganieri e ispettori che permettono o impediscono lo sdoganamento/svincolo della merce). In inglese: customs.
- Trasportatore (o "vettore" e "spedizioniere", a meno che il trasporto sia effettuato con i mezzi del venditore o acquirente), che offre il servizio previo il contratto di spedizione o il contratto di nolo marittimo e può produrre i documenti di trasporto. In inglese: carrier, da cui deriva carriage (trasporto), e freight forwarder. Il vettore e lo spedizioniere non coincidono completamente, siccome il secondo organizza la tratta (è una sorta di architetto del trasporto), mentre il primo lo effettua materialmente e può avere degli agenti che lo rappresentano (agent on behalf of the carrier). Le operazioni doganali sono curate da un tipo particolare di spedizioniere, ovvero lo spedizioniere doganale o doganalista (customs broker).
- Compagnia di assicurazione merci (terze parti, a meno che nessuna delle due parti stipuli una polizza assicurativa sulla merce. L'assicurazione trattata dalle Incoterms riguarda le merci e non quella del credito all'esportazione). In inglese: insurance company.

## Rappresentazione schematica
Il trasferimento di un materiale da partenza ad arrivo può essere diviso schematicamente in blocchi che coinvolgono:
- Speditore (soggetto che materialmente cede la merce).
- Mittente (soggetto che commissiona il trasporto).
- Dogana nella nazione di partenza.
- Porto o aeroporto di imbarco (se si usa in almeno una parte di tratta il trasporto per via aerea o marittima).
- Frontiera che può essere geografica o virtuale (porto e aeroporto sono considerati confini di Stato).
- Mezzo di trasporto (autocarro, treno, aereo, nave) con cui la merce viene trasferita.
- Infrastrutture (porto, aeroporto, magazzino doganale) di sbarco.
- Dogana della nazione di arrivo.
- Destinatario (soggetto che beneficia materialmente del trasporto).

Il mezzo di trasporto può appartenere al venditore, all'acquirente o può essere di una terza parte con cui si stringe un contratto per fornire il servizio di trasporto. Colui che offre il servizio di trasporto in qualità di parte terza (contratto di spedizione tra venditore, parte terza e/o compratore) è chiamato "vettore" o "spedizioniere".

## Le versioni delle Incoterms

### Incoterms 2000
La necessità di stabilire delle regole chiare, in merito a quali siano i diritti/doveri e su chi debba assumersi le diverse spese, è sfociata in una serie di sigle ben specifiche. Quest'ultime sono divise nei seguenti gruppi:
- Gruppo E - (Derivato da ex, partenza):
  - EXW. Ex Works (località)
- Gruppo F - (derivato da Free, trasporto non pagato):
  - FCA. Free Carrier (località)
  - FAS. Free Alongside Ship (porto specifico di partenza)
  - FOB. Free On Board (porto specifico di partenza)
- Gruppo C - (derivato da Cost, trasporto pagato in partenza):
  - CFR. Cost and Freight (porto specifico di arrivo)
  - CIF. Cost, Insurance and Freight (porto specifico di arrivo)
  - CPT. Carriage Paid To (punto specifico di arrivo)
  - CIP. Carriage and Insurance Paid to (punto specifico di arrivo)
- Gruppo D - (Derivato da Destination, arrivo):
  - DAF. Delivered At Frontier (confine specifico)
  - DES. Delivered Ex Ship (porto specifico)
  - DEQ. Delivered Ex Quay (porto specifico)
  - DDU. Delivered Duty Unpaid (località)
  - DDP. Delivered Duty Paid (località)

#### Schema dei costi (2000)
I costi che sono a carico del venditore in base alle varie rese:
|     | Vecchio termine | Carico merce | Dogana export | Trasporto al porto | Scarico al porto | Carico su nave | Trasporto marittimo | Scarico da nave | Carico al porto | Trasporto dal porto | Assicurazione | Dogana import | Tasse importazione |
| EXW |                 | NO           | NO            | NO                 | NO               | NO             | NO                  | NO              | NO              | NO                  | NO            | NO            | NO                 |
| FCA |                 | SÌ           | SÌ            | SÌ                 | NO               | NO             | NO                  | NO              | NO              | NO                  | NO            | NO            | NO                 |
| FAS |                 | SÌ           | SÌ            | SÌ                 | SÌ               | NO             | NO                  | NO              | NO              | NO                  | NO            | NO            | NO                 |
| FOB | FOR / FOT       | SÌ           | SÌ            | SÌ                 | SÌ               | SÌ             | NO                  | NO              | NO              | NO                  | NO            | NO            | NO                 |
| CFR | C&F             | SÌ           | SÌ            | SÌ                 | SÌ               | SÌ             | SÌ                  | NO              | NO              | NO                  | NO            | NO            | NO                 |
| CIF |                 | SÌ           | SÌ            | SÌ                 | SÌ               | SÌ             | SÌ                  | NO              | NO              | NO                  | SÌ            | NO            | NO                 |
| CPT |                 | SÌ           | SÌ            | SÌ                 | SÌ               | SÌ             | SÌ                  | NO              | NO              | NO                  | NO            | NO            | NO                 |
| CIP |                 | SÌ           | SÌ            | SÌ                 | SÌ               | SÌ             | SÌ                  | NO              | NO              | NO                  | SÌ            | NO            | NO                 |
| DAF |                 | SÌ           | SÌ            | SÌ                 | SÌ               | SÌ             | SÌ                  | NO              | NO              | NO                  | NO            | NO            | NO                 |
| DES |                 | SÌ           | SÌ            | SÌ                 | SÌ               | SÌ             | SÌ                  | NO              | NO              | NO                  | SÌ            | NO            | NO                 |
| DEQ |                 | SÌ           | SÌ            | SÌ                 | SÌ               | SÌ             | SÌ                  | SÌ              | NO              | NO                  | SÌ            | NO            | NO                 |
| DDU |                 | SÌ           | SÌ            | SÌ                 | SÌ               | SÌ             | SÌ                  | SÌ              | SÌ              | SÌ                  | SÌ            | NO            | NO                 |
| DDP |                 | SÌ           | SÌ            | SÌ                 | SÌ               | SÌ             | SÌ                  | SÌ              | SÌ              | SÌ                  | SÌ            | SÌ            | SÌ                 |

### Incoterms 2010
Con la nuova revisione è stata specificata la divisione dei termini in base a soli due gruppi, utilizzabili in funzione del mezzo di trasporto impiegato: le rese FAS, FOB, CFR e CIF sono destinate in esclusiva ai trasporti marittimi mentre le restanti a qualsiasi altro tipo di trasporto. La classificazione in questione sostituisce la precedente, la quale raggruppava le rese in quattro differenti gruppi dipendenti dalle suddivisioni dei costi tra venditore e acquirente.
Le ulteriori modifiche di maggior rilievo, introdotte con l'edizione 2010, riguardano la riorganizzazione di quello che era il gruppo "D". Si riscontra l'abolizione delle sigle DAF, DES, DEQ e DDU e la conseguente introduzione delle loro sostitute DAP (Delivered At Place) e DAT (Delivered At Terminal).

#### Regole valide per ogni tipo di mezzo e tipo di trasporto (trasporto multimodale) e assicurazione richiesta
- EXW - Ex Works

- FCA - Free Carrier

- CPT - Carriage Paid To

- CIP - Carriage And Insurance Paid To (livello di copertura assicurativa richiesta: livello C delle Institute Cargo Clauses, ovvero il livello minimo, sul 110% del valore della merce)

- DAP - Delivered At Place (dal 2010)

- DAT - Delivered At Terminal (dal 2010)

- DDP - Delivered Duty Paid

#### Regole valide per il solo trasporto marittimo (marittimo, fluviale, lacustre)
- FAS - Free Alongside Ship

- FOB - Free On Board

- CFR - Cost and Freight

- CIF - Cost, Insurance and Freight (livello di copertura assicurativa richiesta: livello C sul 110% del valore della merce)

#### Schema dei costi (2010)
I costi che sono a carico del venditore in base alle varie rese (in grassetto i termini validi per tutti i tipi di trasporto):
|      | Carico merce | Dogana export | Trasporto al porto | Scarico al porto | Carico su nave | Trasporto marittimo | Scarico da nave | Carico al porto | Trasporto dal porto | Assicurazione | Dogana import | Tasse importazione |
| EXW  | NO           | NO            | NO                 | NO               | NO             | NO                  | NO              | NO              | NO                  | NO            | NO            | NO                 |
| FCA  | SÌ           | SÌ            | SÌ                 | NO               | NO             | NO                  | NO              | NO              | NO                  | NO            | NO            | NO                 |
| FAS  | SÌ           | SÌ            | SÌ                 | SÌ               | NO             | NO                  | NO              | NO              | NO                  | NO            | NO            | NO                 |
| FOB  | SÌ           | SÌ            | SÌ                 | SÌ               | SÌ             | NO                  | NO              | NO              | NO                  | NO            | NO            | NO                 |
| CPT  | SÌ           | SÌ            | SÌ                 | SÌ               | SÌ             | SÌ                  | NO              | NO              | NO                  | NO            | NO            | NO                 |
| CFR  | SÌ           | SÌ            | SÌ                 | SÌ               | SÌ             | SÌ                  | NO              | NO              | NO                  | NO            | NO            | NO                 |
| CIF* | SÌ           | SÌ            | SÌ                 | SÌ               | SÌ             | SÌ                  | NO              | NO              | NO                  | SÌ            | NO            | NO                 |
| CIP* | SÌ           | SÌ            | SÌ                 | SÌ               | SÌ             | SÌ                  | NO              | NO              | NO                  | SÌ            | NO            | NO                 |
| DAT  | SÌ           | SÌ            | SÌ                 | SÌ               | SÌ             | SÌ                  | SÌ              | NO              | NO                  | SÌ            | NO            | NO                 |
| DAP  | SÌ           | SÌ            | SÌ                 | SÌ               | SÌ             | SÌ                  | SÌ              | SÌ              | SÌ                  | SÌ            | NO            | NO                 |
| DDP  | SÌ           | SÌ            | SÌ                 | SÌ               | SÌ             | SÌ                  | SÌ              | SÌ              | SÌ                  | SÌ            | SÌ            | SÌ                 |

*assicurazione obbligatoria, livello di copertura C al 110% del valore della merce di default

### Incoterms 2020
I termini previsti sono rimasti 11, tuttavia il termine DAT (Delivered At Terminal) è stato rinominato DPU (Delivered At Place Unloaded). Con tale modifica si intende sottolineare che il luogo di destinazione può essere qualsiasi e quindi non necessariamente un "terminal" (ovviamente, se il luogo di destino non è un terminal, il venditore deve assicurarsi che vi sia la possibilità tecnica di scaricare la merce). Inoltre, è stato invertito l'ordine in cui i termini vengono presentati (il DAP viene riportato prima del DPU, mentre negli Incoterms 2010 il DAT veniva riportato prima del DAP) ed è stato innalzato il livello di copertura assicurativa nel termine CIP (da livello C, il più basso, a livello A, avente la copertura più alta, il costo più alto e un rischio minore). 
Gli Incoterms 2020 sono affiancati da una lista di 10 obblighi (o "obbligazioni"), rischi e costi da parte del venditore (articoli A1-A10), così come da altrettanti obblighi pressoché identici destinati all’acquirente (B1-B10). I dieci articoli, suddivisi quindi in due sezioni, riguardano in ordine:
A/B1) General obligations, obbligazioni generali (dettagli a parte, di base il venditore deve preparare la merce e la fattura; il compratore deve pagare la fornitura).
A/B2) Delivery e Taking delivery, consegna e presa in consegna ("delivery" implica il passaggio dei rischi da venditore/seller a compratore/buyer).
A/B3) Transfer of risks, trasferimento dei rischi.
A/B4) Carriage, trasporto (è il primo "ancillary contract").
A/B5) Insurance, assicurazione (è il secondo "ancillary contract").
A/B6) Delivery document e Transport document, documento di consegna e documento di trasporto.
A/B7) Export clearance e Import clearance, sdoganamento all’export e sdoganamento all'import.
A/B8) Checking/Packaging/Marking, controllo/imballaggio/marcatura.
A/B9) Allocation of costs, allocazione/ripartizione/suddivisione dei costi.
A/B10) Notices, avvisi/notifiche.

#### Schema dei costi (2020)
I costi che sono a carico del venditore in base alle varie rese (termini validi per tutti i tipi di trasporto):
|     | Carico merce | Dogana export | Trasporto al porto | Scarico al porto | Carico su nave | Trasporto marittimo | Scarico da nave | Carico al porto | Trasporto dal porto | Assicurazione | Dogana import | Tasse importazione |
| EXW | NO           | NO            | NO                 | NO               | NO             | NO                  | NO              | NO              | NO                  | NO            | NO            | NO                 |
| FCA | SÌ           | SÌ            | SÌ                 | NO               | NO             | NO                  | NO              | NO              | NO                  | NO            | NO            | NO                 |
| FAS | SÌ           | SÌ            | SÌ                 | SÌ               | NO             | NO                  | NO              | NO              | NO                  | NO            | NO            | NO                 |
| FOB | SÌ           | SÌ            | SÌ                 | SÌ               | SÌ             | NO                  | NO              | NO              | NO                  | NO            | NO            | NO                 |
| CPT | SÌ           | SÌ            | SÌ                 | SÌ               | SÌ             | SÌ                  | NO              | NO              | NO                  | NO            | NO            | NO                 |
| CFR | SÌ           | SÌ            | SÌ                 | SÌ               | SÌ             | SÌ                  | NO              | NO              | NO                  | NO            | NO            | NO                 |
| CIF | SÌ           | SÌ            | SÌ                 | SÌ               | SÌ             | SÌ                  | NO              | NO              | NO                  | SÌ            | NO            | NO                 |
| CIP | SÌ           | SÌ            | SÌ                 | SÌ               | SÌ             | SÌ                  | NO              | NO              | NO                  | SÌ            | NO            | NO                 |
| DAP | SÌ           | SÌ            | SÌ                 | SÌ               | SÌ             | SÌ                  | SÌ              | SÌ              | SÌ                  | SÌ            | NO            | NO                 |
| DPU | SÌ           | SÌ            | SÌ                 | SÌ               | SÌ             | SÌ                  | SÌ              | NO              | NO                  | SÌ            | NO            | NO                 |
| DDP | SÌ           | SÌ            | SÌ                 | SÌ               | SÌ             | SÌ                  | SÌ              | SÌ              | SÌ                  | SÌ            | SÌ            | SÌ                 |

## L'assicurazione della merce e il clausolario Institute Cargo Clause (Incoterms 2010 e 2020)
Negli Incoterms la parte assicurativa viene chiaramente citata solo in due rese, CIF e CIP, dove viene indicata come un costo a carico del venditore. Nelle versioni più recenti degli Incoterms, da quella del 2010 a quella del 2020, le regole minime in merito alla copertura sono state maggiormente esplicitate, lasciando peraltro facoltà di stipula di ogni altra assicurazione aggiuntiva laddove non sia prevista o sia facoltativa.
I tre livelli di copertura usuali (a prescindere che l'assicurazione sia stipulata dal venditore o dal compratore) sono indicati con tre lettere in stampato: A, B, C. Gli stessi sono quelli promossi dall’Institute of London Underwriters, dalla Lloyd’s Market Association LMA, dalla International Underwriting Association IUA e simili. La clausola CIF ha di default il livello C, mentre la CIP negli Incoterms 2020 ha di default il livello A (precedentemente livello C). 
- Il livello A copre a prescindere la perdita dei beni e tutti i tipi di danno ("all risks"), pertanto il costo/premium assicurativo da pagare alla compagnia di assicurazioni è molto elevato (indice di una grande garanzia).
- Il livello B ha una copertura più ristretta, vengono coperti unicamente: incendio, esplosione, arenamento, incaglio, affondamento, capovolgimento della nave, collisione e contatto della nave con qualunque oggetto, scaricamento del carico in un porto di rifugio raggiunto per un imprevisto, eruzione vulcanica, terremoto e fulmini, danni derivati da infiltrazioni di acqua, beni colpiti da onde o trascinati dalle onde in mare, perdita dei beni durante le operazioni di caricamento e scaricamento dalla nave sulla banchina.
- Il livello C ha una copertura minima e un premio assicurativo basso, di conseguenza è più economico. Il venditore è d'altronde più esposto a vari rischi.

Nessuno dei livelli precitati copre i rischi di guerra, di terrorismo e di sciopero.